# Heksenboterkorrelwebzwam
De heksenboterkorrelwebzwam (Nectriopsis violacea) is een schimmel die behoort tot de orde Bionectriaceae. Deze biotrofe parasiet groeit op uitsluitend op de heksenboter.

## Kenmerken

### Uiterlijke kenmerken
Het aethalium van de gastheer, de heksenboter, is volledig overwoekerd door een bleek violette hyfenmatje, die gestippeld lijkt door de dicht bezaaide, donkerviolette perithecia verzonken in het mycelium. Deze zijn 0,2 tot 0,4 mm breed, afgerond tot peervormig, aan de buitenkant behaard en hebben slechts een dunne celwand.

### Microscopische kenmerken
De cilindrische buizen meten (40) 50-60 × 3-5 µm. Binnenin bevinden zich elk acht cilindrische sporen, die 5-6 × 2-2,5 µm groot zijn. Ze zijn enkelvoudig septaat, glad en hyaliene.

## Verspreiding
De heksenboterkorrelwebzwam is wijdverbreid in Europa en Noord-Amerika, vooral in moerassen waar de heksenboter op veenmos leeft. In Nederland komt hij zeldzaam voor.

## Taxonomie
Nectriopsis violacea werd voor het eerst beschreven door Schmidt in 1817 en vervolgens door Fries gepubliceerd als Sphaeria violacea. Het werd toen lange tijd in het geslacht Nectria geplaatst. Maire plaatste de soort vervolgens in 1911 in het geslacht Nectriopsis. Dit geslacht omvat soorten met ronde of lichtpuntige ascosporen en perithecia ingebed in een hyfenmatje.

## Foto's

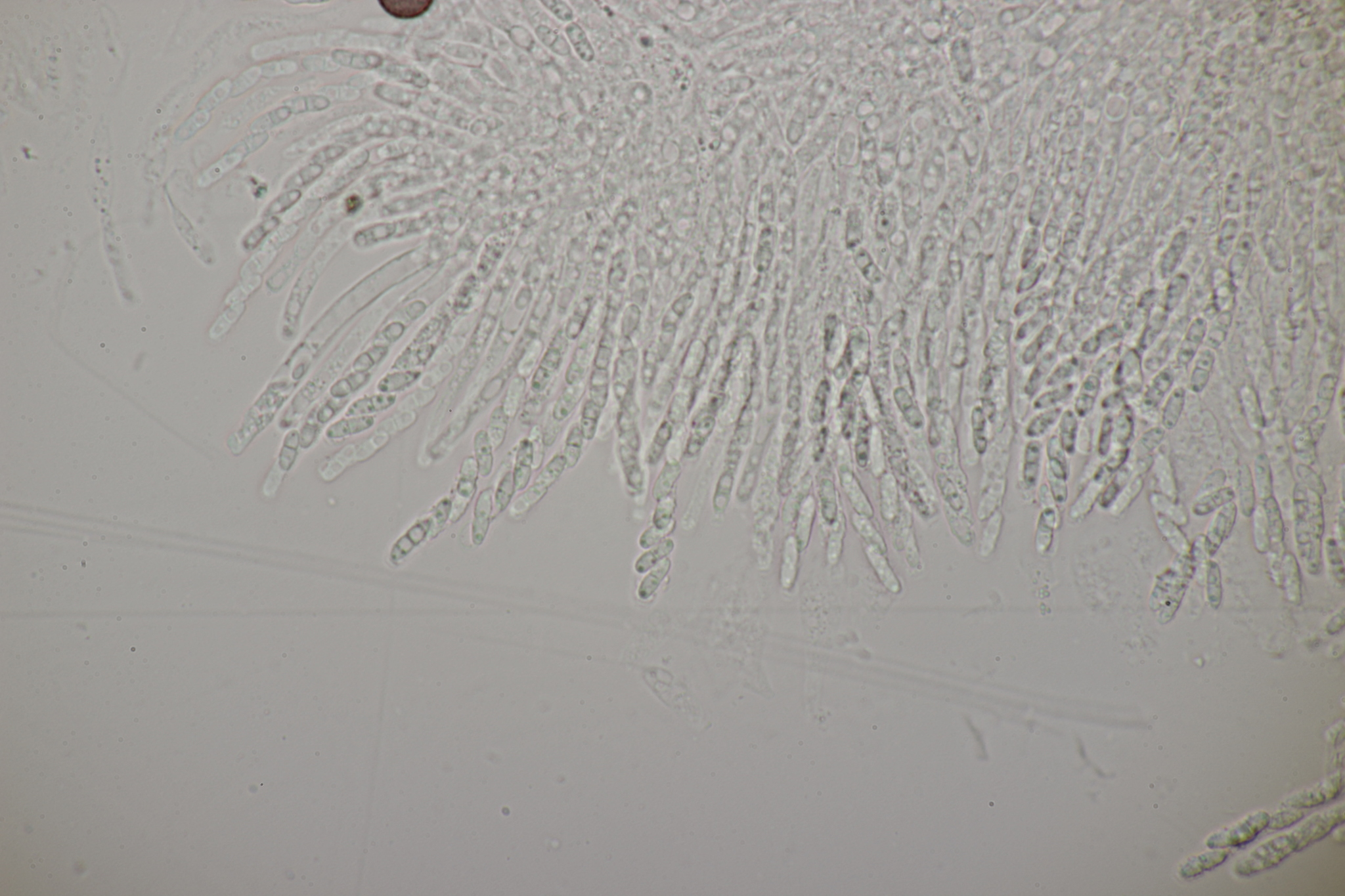
Ascus met sporen